# Der phantastische Film
Der phantastische Film ist eine Spielfilm-Sendereihe, die ab 1970 vom ZDF ausgestrahlt wurde.
Konzipiert wurde die Reihe von dem ZDF-Redakteur und Filmjournalisten Jürgen Labenski. Der Reihenvorspann, eine Zeichentrickanimation, wurde von Heinz Edelmann geschaffen.
Die Reihe sollte bereits am 28. November 1969 mit Roman Polańskis Tanz der Vampire eröffnet werden. Senderechte für elf weitere Filme wurden gesichert, darunter die Verfilmungen Insel der verlorenen Seelen (1932) und Die Zeitmaschine (1960) nach H. G. Wells, Die Reise zum Mittelpunkt der Erde (1959) nach Jules Verne, der Horrorfilm Schloß des Schreckens (1961), die Science-Fiction-Filme Das Dorf der Verdammten (1960), Sie kamen von jenseits des Weltraums (1967) und der Doctor-Who-Film Daleks' Invasion Earth: 2150 A.D. (1966) sowie Die rote Herberge (1951) und King Kong und die weiße Frau (1933). Nach der Ermordung von Sharon Tate, Polanskis Ehefrau, wurde Tanz der Vampire erneut im Kino gezeigt und das ZDF erhielt keine Sendeerlaubnis für diesen Film. Außerdem begann die ARD am 24. Januar 1970 mit der Ausstrahlung von Dracula (1931) eine konkurrierende Reihe von Horrorfilmen, so dass der Start der gesamten Reihe verschoben wurde.
Der phantastische Film begann mit der deutschen Fernseh-Erstausstrahlung von King Kong und die weiße Frau am 13. November 1970. Bis November 1972 gab es einen monatlichen Sendeplatz im Spätprogramm am Freitagabend. Nach mehrjähriger Pause wurde die Reihe am 5. Mai 1976 mit der Produktion Dracula (1958) wieder aufgenommen. Bis 1992 folgten mehrfach längere Sendepausen und neue Staffeln. Als letzter Beitrag der Reihe wird vom Sender der Film Horror Express (1971) genannt, der am 2. Januar 1993 gesendet wurde. Zu Beginn wurden ausschließlich deutsche Fernsehpremieren präsentiert, später kamen vermehrt Wiederholungen hinzu.
Der Spartenkanal ZDFkultur sendete vom 8. Mai 2011 bis zum 30. September 2016 mit einem Reihenvorspann, bei dem der ursprüngliche Vorspann im Hintergrund läuft, unter dem Reihentitel mehrere Filme. Am 8. Mai 2011 wurde die Reihe mit Das Ding aus einer anderen Welt (1951) eröffnet und am 14. Mai 2011 mit Invasion vom Mars (1953), am 21. Mai 2011 mit Zardoz und am 28. Mai 2011 mit Dark Star – Finsterer Stern fortgesetzt.